# Kalzium
El Kalzium és una taula periòdica dels elements per al KDE. El seu nom prové de la paraula Calcium, que és el nom alemany del Calci. Això es deu al fet que el desenvolupador, Carsten Niehaus, és alemany.

## Característiques
Conté informació de 111 elements químics, incloent-hi la massa, càrrega, la imatge, informació sobre el descobriment, dades químiques i energètiques i un model de l'àtom. La mateixa taula pot ser configurada per mostrar la numeració, estats de la matèria i codificació de color de diverses maneres. A més, hi ha disponible un índex de data, que permet que es mostrin els elements descoberts fins a un any determinat.

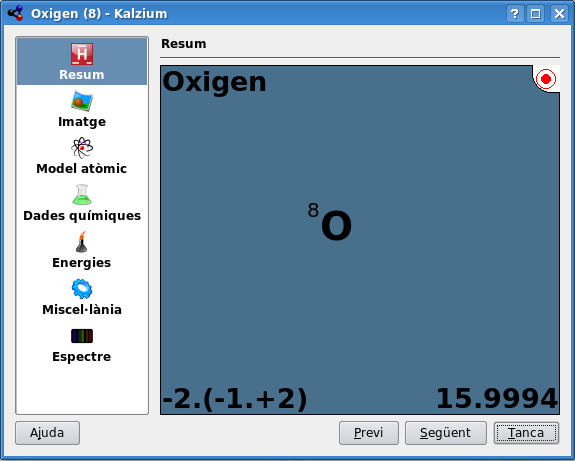
La secció "Resum" del Kalzium, amb imatge, model atòmic, dades químiques, energies, miscel·lània i espectre.

### Resum
Sempre que es cliqui un element de la taula periòdica, apareixerà un resum sobre l'element a l'esquerra, que inclou el nom de l'element, nombre atòmic, i la massa. Llavors, si es torna a clicar, aparaixerà un resum amb diverses vistes:
- Fitxer: Una imatge de l'element si està disponible.[3]
- Model atòmic: Mostra les capes electròniques. Els cercles grocs representen els electrons.[4]
- Dades químiques: A la secció "Dades químiques" hi ha moltes dades, entre altres el bloc, la configuració electrònica, la densitat, el radi covalent, radi iònic, radi de Van der Waals, radi atòmic, massa i una taula d'isòtpos.[5]
- Energies: Inclou informació de l'energia, incloent punt de fusió, punt d'ebullició, electronegativitat i afinitat electrònica.
- Miscel·lània: Inclou curiositats, com qui el va descobrir,[6] quan, l'abundància a l'escorça terrestre, la massa mitjana, i l'origen del nom.
- Espectre: Fa l'espectre d'un element si està disponible.[7]

## Numeració
La numeració és la manera d'enumerar els 18 grups de la taula periòdica. Al Kalzium, es pot escollir diferents tipus de numeració: IUPAC, IUPAC antiga o CAS.
- IUPAC (per omissió): El terme IUPAC vol dir International Union of Pure and Applied Chemistry (Unió Internacional de Química Pura i Aplicada). Enumera cada columna amb nombres aràbics de l'1 al 18.
- CAS: CAS vol dir Chemical Abstracts Service (Servei d'Abstraccions Químiques). Les lletres A i B designen al grup d'elements principals (A) i al d'elements de transició (B). Tot i que l'enumeració IUPAC és l'oficial, l'enumeració CAS encara s'utilitza.
- IUPAC antiga: El sistema IUPAC antic etiquetava les columnes amb nombres romans seguits per les lletres "A" o "B". Les columnes s'enumeraven de la següent manera: De la primera a la sèptima de "IA" fins a "VIIA", de l'octava a la deuena s'etiquetaven "VIIIA", de l'onzena a la dissetena s'enumeraven "IB" fins a "VIIB", i la divuitena com a "VIII". Com a conseqüència de la confusió que varen crear els sistemes de numeració de la IUPAC antiga i el sistema CAS, la IUPAC va adoptar el seu nou sistema.

El Kalzium suporta els tres tipus descrits abans.